# サイバーファッション
サイバーファッション（Cyber fashion）とは原宿系（KERA系）ファッションとも言われるファッションの一つ。サイバー系、サイバーと呼ばれる。

## 概要
SFをイメージしたファッションの一つで、アメリカやイギリスのなどではクラブイベントに通う若者達が個性を競うために用いるファションである。日本国内でも愛好者はいるが、アメリカやロンドンに比べまだごく少数で馴染みが薄い。しかし最近ではイベントなどが盛んに行われたり、ファッション雑誌『KERA』などで取り上げられたりして少しずつではあるが認知されつつある。日本でサイバーファッションを専門に取り扱っているブランドはFOTUS（フェトウス）が有名で直営店が全国数点存在したが2007年には全店閉鎖し、KERAショップといったロリータ・ファッション、ゴシック・アンド・ロリータを専門に扱うショップや、インターネットによる通販でないと購入が難しい。
現在の日本国内では、着物をリメイクした商品が中心のファッションブランド卓矢ヱンジェルや、新世代サイバーファッションブランドD/3（ディースリー）がサイバーファッション界の中でも主な賑わいをみせており、近年ではproduct_c (pdc)やAIKA ELECTRONICSなどのサイバーアクセサリーブランドも登場し、サイバーブランドがにわかに盛り上がり始めている。
サイバーファッションの特徴は素材は通常のファッションで用いられるコットン・シルクなどの天然素材は使わず、光沢のあるビニールやポリエステルなどといった化学製品や、ベロアにファーといった物が主に用いられ、色などは蛍光色や銀色などが多い。
またアクセサリーなどはゴムや金属を使ったものが多く、主にパンクファッションなどにもあるスパイクを付けたり、ビニールチューブで作られた指輪にブレスレットや首輪が多く、最近ではシリコーンゴムを使ったアクセサリーも登場している。またヘアスタイルは地毛を蛍光色に染めたり、同じく蛍光色に染めたエクステや羽、ビニールチューブなど加工して付けて着飾る。
最近ではこのサイバーファッションにゴシック・アンド・ロリータやゴシック・ファッションのゴシックの要素を加えた「サイバーゴス」という派生ジャンルが存在している。